# Cangas de Onís
Cangas de Onís (asturisch Cangues d’Onís) ist ein Ort im Osten der spanischen Provinz Asturien. Es ist Hauptort der gleichnamigen Gemeinde und liegt im Tal der Flüsse Sella und Güeña. Cangas de Onis war bis 774 Sitz der Herrscher des Königreichs Asturien. Über 7000 Hektar der Fläche gehören zum Nationalpark Picos de Europa. Zur Gemeinde Cangas de Onís gehört auch der Wallfahrtsort Covadonga.

## Geschichte
Das älteste gefundene Begräbnis wurde bei Ausgrabungen in der Cueva de los Azules (dt. Blaue Höhle) gefunden. Es handelt sich um einen Mann aus der Zeit vor 11.500 Jahren, die im Archäologischen Museum von Asturien aufbewahrt wird.
Im Jahr 737 starb Pelayo, der Begründer des asturischen Reiches, in Cangas de Onís.
Im Jahr 1866 fiel bei Cangas de Onís ein rund 34 Kilogramm schwerer Steinmeteorit vom stark eisenhaltigen Typ H5. Er ist einer von gut 30 Meteoriten, die jemals in Spanien gefunden wurden.

## Politik
Die 13 Sitze des Gemeinderates werden alle 4 Jahre gewählt und sind wie folgt unterteilt:
| Sitzverteilung im Gemeinderat von Cangas de Onís |      |      |      |      |      |      |      |      |      |
| Partei                                           | 1987 | 1991 | 1995 | 1999 | 2003 | 2007 | 2011 | 2015 | 2019 |
| PSOE                                             | 4    | 7    | 6    | 7    | 8    | 7    | 6    | 3    | 3    |
| PP                                               | 8    | 5    | 7    | 5    | 5    | 6    | 4    | 8    | 8    |
| CDS                                              | 1    | 1    |      |      |      |      |      |      |      |
| URAS                                             |      |      |      | 1    |      |      |      |      |      |
| FAC                                              |      |      |      |      |      |      | 3    | 1    | 1    |
| CANGUES PUEDE                                    |      |      |      |      |      |      |      | 1    |      |
| Unidas Podemos                                   |      |      |      |      |      |      |      |      | 1    |
| Total                                            | 13   | 13   | 13   | 13   | 13   | 13   | 13   | 13   |      |

## Wirtschaft
| TOTAL | 2.573 | 100   |
| Ackerbau, Viehzucht und Fischerei                                                                              | 338   | 13,14 |
| Industrie | 148   | 5,75  |
| Bauwirtschaft                                                                                                  | 229   | 8,90  |
| Dienstleistungsbetriebe                                                                                        | 1.858 | 72,21 |
| * Daten aus dem Statistischen Amt für Wirtschaftliche Entwicklung in Asturien, Stand 2009 (PDF; 118 kB), SADEI |       |       |

## Bevölkerungsentwicklung
Quelle: INE Grafische Aufarbeitung für Wikipedia 

## Sehenswürdigkeiten
- Romanische Brücke, 1931 zum Baudenkmal erklärt
- Kapelle Santa Cruz de Cangas de Onís von 737 n. Chr., die eine Megalithanlage als Fundament besitzt.
- Palacio de Cortés aus dem 18. Jahrhundert

## Parroquias
Die Gemeinde Cangas de Onís ist in 11 Parroquias unterteilt:
| - Abamia - Cangas de Onís - Con (Cangas de Onís) | - Covadonga - Grazanes - La Riera | - Labra - Margolles (Cangas de Onís) - Triongo | - Villanueva (Cangas de Onís) - Zardón |

## Söhne und Töchter
- Juan Vázquez de Mella (1861–1928), Politiker
- José Ramón Zaragoza (1874–1949), Maler
- Félix Fernández (1899–1966), Schauspieler
- Gerardo Zaragoza (1902–1985), Bildhauer
- Diego Carcedo (* 1940), Journalist
- Berta Piñán (* 1963), Schriftstellerin
- Rafael Reig (* 1963), Schriftsteller

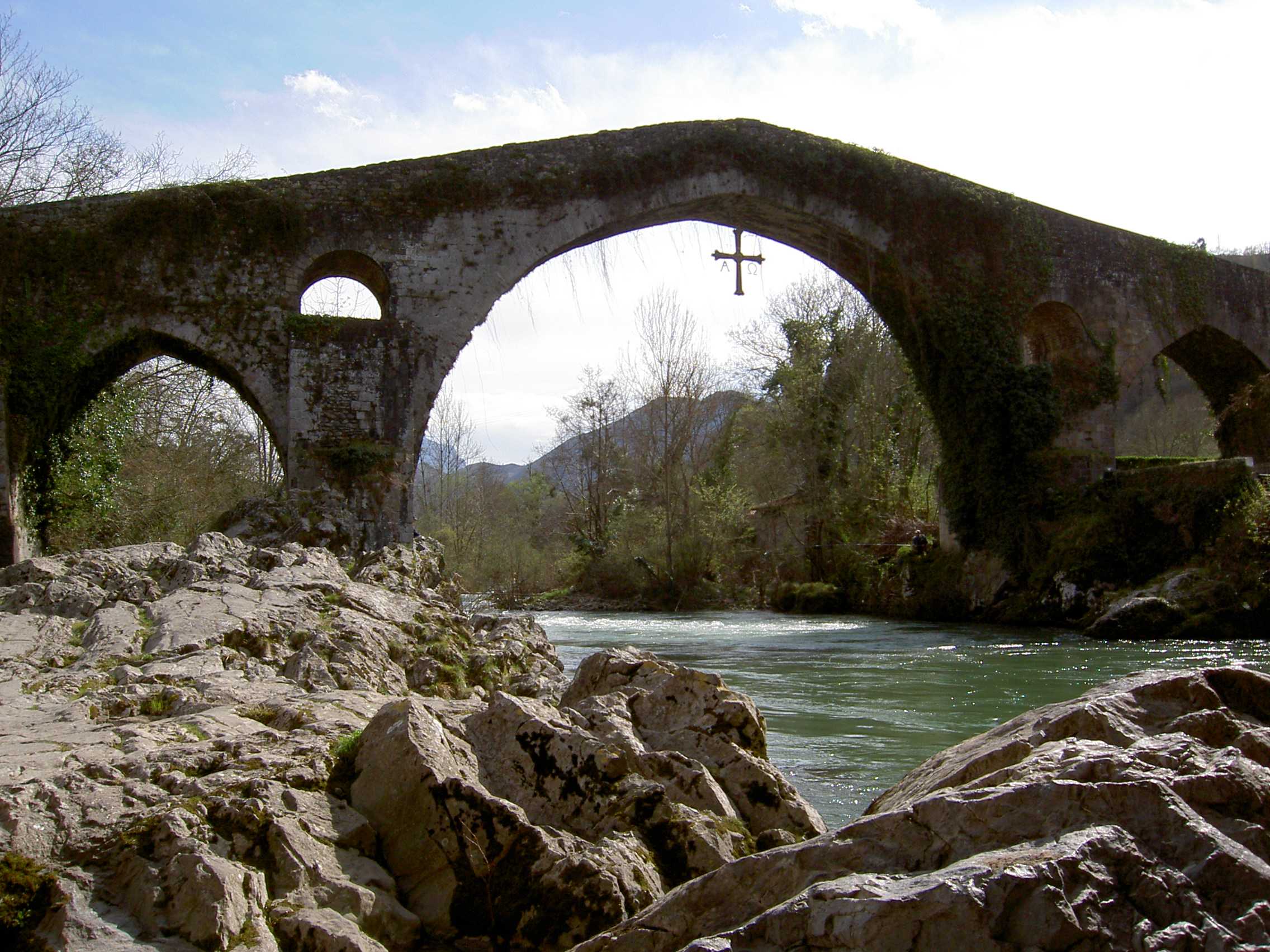
Romanische Brücke
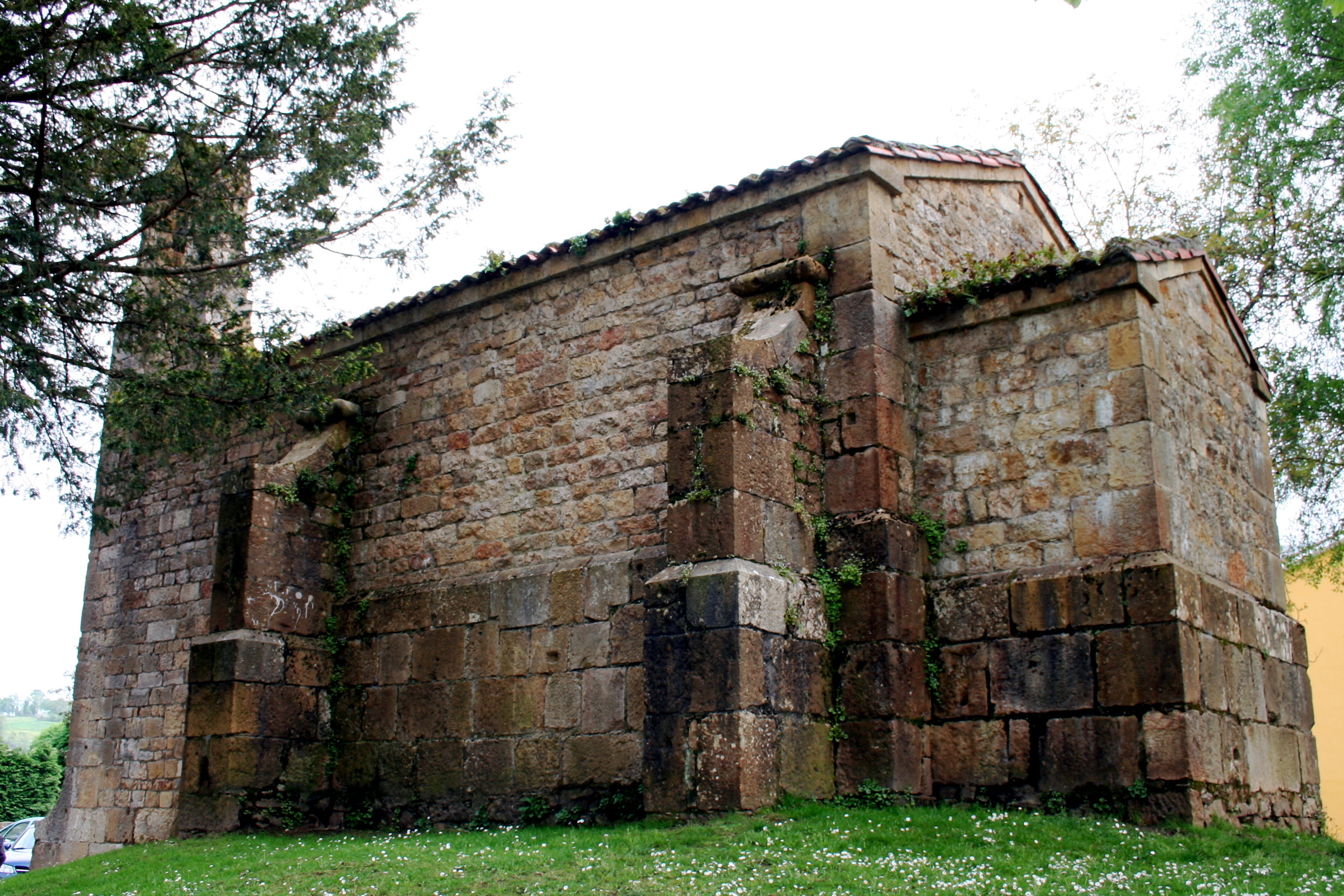
Kirche vom Heiligen Kreuz aus dem 15. Jahrhundert
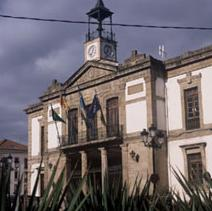
Rathaus
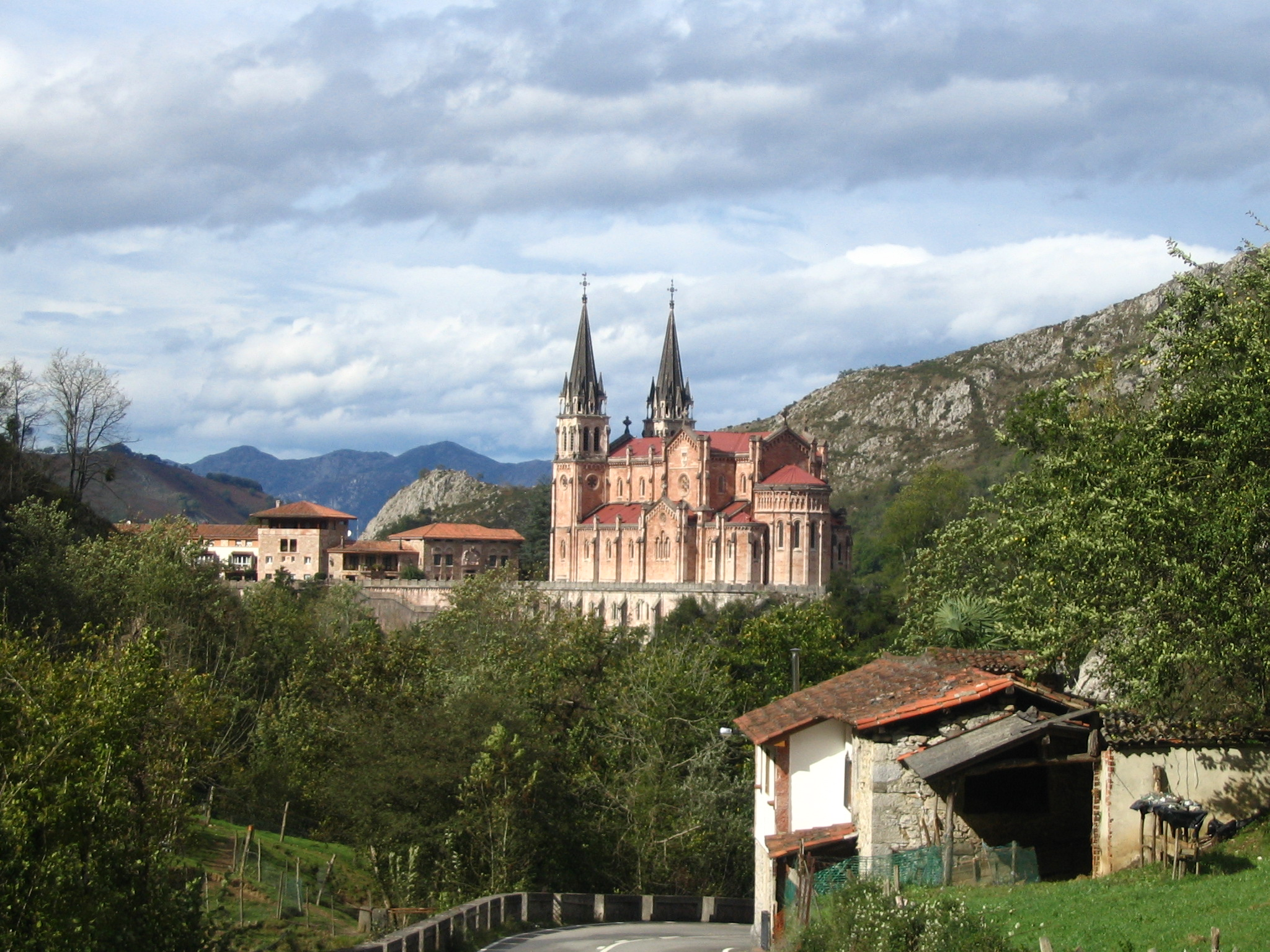
Covadonga